# Петропавлівська церква (Салтикове)
Церква Петра і Павла — дерев'яна церква у селі Салтикове Конотопського району. Побудована у 1882 році.

## Історія
Храм був побудований у 1882 році, з колод на кам'яному фундаменті. Цокольна частина облицьована цеглою. У 1920 році верхню частину храму розібрали перетворивши будівлю на сільський клуб. У 1950 році до будівлі добудували тамбур.